# Copa de Corea del Sur 2022
La Copa de Corea del Sur 2022 (llamada por razones de patrocinio como Korean Hana Bank FA Cup 2022) fue la 27.ª edición de esta competición anual de la Copa de Corea del Sur. Al igual que el año anterior, los equipos de la U-League no participaron y, en cambio, los diez mejores equipos de la K5 League obtuvieron la clasificación. Se utilizó el árbitro asistente de video (VAR) en las semifinales y final.
Jeonnam Dragons fue el campeón defensor.

## Calendario
| Etapa            | Fechas             | Partidos | Número de equipos participantes | Clubes entrantes en esta ronda                                                                               |
| ---------------- | ------------------ | -------- | ------------------------------- | --- |
| Primera ronda    | 19-20 febrero      | 16       | 32 → 16                         | - 11 equipos de la K3 League 2022 - 13 equipos de la K4 League 2022 - Mejores 8 equipos de la K5 League 2022 |
| Segunda ronda    | 9 marzo            | 16       | 16+16 → 16                      | - 1 equipos de la K League 1 2022 - 10 equipos de la K League 2 2022 - 5 equipos de la K3 League 2022        |
| Tercera ronda    | 27 abril           | 12       | 16+8 → 12                       | - 8 equipos de la K League 1 2022                                                                            |
| Cuarta ronda     | 25 mayo            | 8        | 12+4 → 8                        | - 4 equipos participantes en la Liga de Campeones de la AFC                                                  |
| Cuartos de final | 29 junio           | 4        | 8 → 4                           | |
| Semifinales      | 5 de octubre       | 2        | 4 → 2                           | |
| Final            | 27 y 30 de octubre | 2        | 2 → 1                           | |

## Primera ronda
El sorteo se realizó el 7 de febrero de 2022.
| 19 de febrero de 2022 | Suwon City FC (5) | 0–5 | Ulsan Citizen (3) | Suwon Sports Complex 2, Suwon |  |
| 14:00 (UTC+9)         |                   |     |                   | Asistencia: 101               |  |

| 20 de febrero de 2022 | Seobu(Western) FC (5) | 0–6 | Cheongju FC (3) | Daejeon Anyeong Life Sports Park, Daejeon |
| 14:00 (UTC+9)         |                       |     |                 |                                           |

| 19 de febrero de 2022 | Phoenix (5) | 1–7 | Paju Citizen (3) | Shintaein Artificial Turf Stadium, Jeongeup |  |
| 14:00 (UTC+9)         |             |     |                  | Asistencia: 45                              |  |

| 20 de febrero de 2022 | Hyochang FC (5) | 0–9 | Hwaseong FC (3) | Gwangju Boramae Football Park, Gwangju |
| 14:00 (UTC+9)         |                 |     |                 |                                        |

| 19 de febrero de 2022 | Geoje Citizen (4) | 0–5 | Daejeon KORAIL (3) | Geoje Stadium, Geoje |  |
| 14:00 (UTC+9)         |                   |     |                    | Asistencia: 215      |  |

| 20 de febrero de 2022 | Cheongsol (5) | 1–5 | Pyeongchang United (4) | Daegu Dalseong Sports Park, Dalseong, Daegu |  |
| 14:00 (UTC+9)         |               |     |                        | Asistencia: 0                               |  |

| 19 de febrero de 2022 | Yeoju FC (4) | 0–1 | Seoul Nowon United (4) | Yeoju Stadium, Yeoju |  |
| 14:00 (UTC+9)         |              |     |                        | Asistencia: 80       |  |

| 20 de febrero de 2022 | Chungju Citizen (4) | 2–3 (t.s.) | Dangjin Citizen (3) | Chungju Tangeumdae Football Stadium, Chungju |  |
| 14:00 (UTC+9)         |                     |            |                     | Asistencia: 120                              |  |

| 19 de febrero de 2022 | Jaemix FC (5) | 2–5 | Seoul Jungrang FC (4) | Gimhae Civil Sports Park, Gimhae |  |
| 14:00 (UTC+9)         |               |     |                       | Asistencia: 186                  |  |

| Cancelado | TNT FC (5) | Cancelado | Goyang Citizen (4) |  |  |
| |            |           |                    |  |  |
| Nota: El partido fue cancelado debido a la descalificación de Goyang Citizen FC por parte de la Asociación de Fútbol de Corea, y TNT FC avanzó a la Segunda Ronda por un walk-over. |            |           |                    |  |  |

| 19 de febrero de 2022 | Chuncheon Citizen (4) | 2–1 | Yangju Citizen (3) | Chuncheon Songam Sports Town 2, Chuncheon |  |
| 14:00 (UTC+9)         |                       |     |                    | Asistencia: 111                           |  |

| 20 de febrero de 2022 | Pocheon Citizen (3) | 2–0 | Gangneung Citizen (3) | Pocheon Stadium, Pocheon |  |
| 14:00 (UTC+9)         |                     |     |                       | Asistencia: 35           |  |

| 19 de febrero de 2022 | Seogot SM (5) | 0–5 | Yangpyeong FC (4) | Incheon Dong-gu Municipal Stadium, Incheon |  |
| 14:00 (UTC+9)         |               |     |                   | Asistencia: 45                             |  |

| 20 de febrero de 2022 | Jeonju Citizen (4) | 1–2 | Incheon Namdong Citizen (4) | Jeonju Stadium, Jeonju |  |
| 14:00 (UTC+9)         |                    |     |                             | Asistencia: 33         |  |

| 19 de febrero de 2022 | Changwon FC (3) | 4–2 | Jinju Citizen (4) | Changwon Football Center 2, Changwon |  |
| 14:00 (UTC+9)         |                 |     |                   | Asistencia: 0                        |  |

| 20 de febrero de 2022 | Pyeongtaek Citizen (4) | 0–2 | Siheung Citizen (3) | Pyeongtaek Ichung Leports Town, Pyeongtaek |  |
| 14:00 (UTC+9)         |                        |     |                     | Asistencia: 57                             |  |

## Segunda ronda
El sorteo se realizó el 7 de febrero de 2022.
| Cancelado                                                                               | Ulsan Citizen (3) | Cancelado | FC Mokpo (3) |  |  |
|                                                                                         |                   |           |              |  |  |
| Nota: El partido fue cancelado debido a un brote de COVID-19 en el equipo del FC Mokpo. |                   |           |              |  |  |

| 9 de marzo de 2022 | Busan IPark (2) | 6–3 | Cheongju FC (3) | Busan Asiad Main Stadium, Busan |
| 14:00 (UTC+9)      |                 |     |                 |                                 |

| 9 de marzo de 2022 | Paju Citizen (3) | 2–2 (t.s.) (1–3 p) | Gimcheon Sangmu FC (1) | Paju Stadium, Paju |
| 14:00 (UTC+9)      |                  |                    |                        |                    |

| 9 de marzo de 2022 | Daejeon Hana Citizen (2) | 0–0 (t.s.) (3–4 p) | Hwaseong FC (3) | Daejeon World Cup Stadium, Daejeon |
| 14:00 (UTC+9)      |                          |                    |                 |                                    |

| 9 de marzo de 2022 | Daejeon KORAIL FC (3) | 0–0 (t.s.) (5–3 p) | Cheonan City FC (3) | Daejeon World Cup Stadium 2, Daejeon |
| 14:00 (UTC+9)      |                       |                    |                     |                                      |

| 9 de marzo de 2022 | Ansan Greeners (2) | 1–2 | Pyeongchang United (4) | Ansan Wa~ Stadium, Ansan |
| 14:00 (UTC+9)      |                    |     |                        |                          |

| 9 de marzo de 2022 | Gimhae City Hall (3) | 3–1 (t.s.) | Seoul Nowon United (4) | Gimhae Stadium, Gimhae |
| 14:00 (UTC+9)      |                      |            |                        |                        |

| 9 de marzo de 2022 | Dangjin Citizen (3) | 0–3 | Chungnam Asan FC (2) | Dangjin Stadium, Dangjin |
| 14:00 (UTC+9)      |                     |     |                      |                          |

| 9 de marzo de 2022 | Gyeongnam FC (2) | 2–0 | Seoul Junglang FC (4) | Miryang Stadium, Miryang |
| 14:00 (UTC+9)      |                  |     |                       |                          |

| 9 de marzo de 2022 | Gyeongju Korea Hydro and Nuclear Power FC (3) | 1–0 | TNT FC (5) | Gyeongju Civic Stadium, Gyeongju |
| 14:00 (UTC+9)      |                                               |     |            |                                  |

| 9 de marzo de 2022 | Chuncheon Citizen (4) | 1–1 (t.s.) (4–5 p) | Bucheon FC 1995 (2) | Chuncheon Songam Sports Town 2, Chuncheon |
| 14:00 (UTC+9)      |                       |                    |                     |                                           |

| 9 de marzo de 2022 | Gwangju FC (2) | 1–0 | Pocheon Citizen (3) | Gwangju Football Stadium, Gwangju |
| 14:00 (UTC+9)      |                |     |                     |                                   |

| 9 de marzo de 2022 | Yangpyeong FC (4) | 0–0 (t.s.) (3–4 p) | Gimpo FC (2) | Mulmalgeun Yangpyeong Stadium, Yangpyeong |
| 14:00 (UTC+9)      |                   |                    |              |                                           |

| 9 de marzo de 2022 | Busan Transportation FC (3) | 2–1 | Incheon Namdong Citizen (4) | Busan Asiad Main Stadium 2, Busan |
| 14:00 (UTC+9)      |                             |     |                             |                                   |

| 9 de marzo de 2022 | Changwon FC (3) | 1–1 (t.s.) (4–3 p) | Seoul E-Land FC (2) | Changwon Stadium, Changwon         |  |
| 14:00 (UTC+9)      |                 |                    |                     | Asistencia: 0 (Behind closed door) |  |

| 9 de marzo de 2022 | FC Anyang (2) | 1–0 | Siheung Citizen (3) | Anyang Stadium, Anyang |
| 14:00 (UTC+9)      |               |     |                     |                        |

## Tercera ronda
El sorteo se realizó el 7 de febrero de 2022.
| 2022-04-27    | Ulsan Citizen FC (3) | 2–0 | Busan IPark (2) | Ulsan Stadium, Ulsan |
| 19:00 (UTC+9) |                      |     |                 |                      |

| 2022-04-27                                                                       | Gimcheon Sangmu FC (1) | 1–1 (a.e.t.) (3–4 p)                                              | Suwon Samsung Bluewings (1) | Gimcheon Stadium, Gimcheon |  |
| 19:00 (UTC+9)                                                                    | Kim Ji-hyeon 90'       |                                                                   | Jeong Seung-won 10'         | Asistencia: 522            |  |
|                                                                                  |                        | Penaltis                                                          |                             |                            |  |
| - Kwon Hyeok-kyu - Kim Ji-hyeon - Lee Yeong-jae - Cho Gue-sung - Kwon Chang-hoon |                        | - Yeom Ki-hun - Lee Ki-Je - Min Sang-gi - Jeong Seung-won - Sarić |                             |                            |  |

| 2022-04-27    | Gangwon FC (1) | 2–0 | Hwaseong FC (3) | Chuncheon Songam Sports Town, Chuncheon |
| 19:00 (UTC+9) |                |     |                 |                                         |

| 2022-04-27    | Daejeon Korail FC (3) | 2–1 (a.e.t.) | Pyeongchang United FC (4) | Daejeon World Cup Auxiliary Stadium, Daejeon |
| 19:00 (UTC+9) |                       |              |                           |                                              |

| 2022-04-27    | Gimhae FC (3) | 0–5 | Pohang Steelers (1) | Gimhae Stadium, Gimhae |
| 19:00 (UTC+9) |               |     |                     |                        |

| 2022-04-27    | Seongnam FC (1) | 1–0 | Chungnam Asan FC (2) | Tancheon Stadium, Seongnam |
| 19:00 (UTC+9) |                 |     |                      |                            |

| 2022-04-27    | Gyeongnam FC (2) | 2–0 | Gyeongju Korea Hydro & Nuclear Power FC (3) | Miryang Stadium. Miryang |
| 19:00 (UTC+9) |                  |     |                                             |                          |

| 2022-04-27    | Bucheon FC 1995 (2) | 1–0 | Suwon FC (1) | Bucheon Stadium, Bucheon |
| 19:00 (UTC+9) |                     |     |              |                          |

| 2022-04-27    | Incheon United (1) | 1–6 | Gwangju FC (2) | Incheon Football Stadium, Incheon |
| 19:00 (UTC+9) |                    |     |                |                                   |

| 2022-04-27    | Gimpo FC (2) | 1–2 (a.e.t.) | Busan Transportation Corporation FC (3) | Gimpo Solteo Football Field, Gimpo |
| 19:00 (UTC+9) |              |              |                                         |                                    |

| 2022-04-27    | Changwon FC (3) | 0–0 (a.e.t.) (3–4 p) | FC Seoul (1) | Changwon Stadium, Changwon |
| 19:00 (UTC+9) |                 |                      |              |                            |

| 2022-04-27    | Jeju United (1) | 3–0 (a.e.t.) | FC Anyang (2) | Jeju World Cup Stadium, Seogwipo |
| 19:00 (UTC+9) |                 |              |               |                                  |

## Cuarta ronda
El sorteo se realizó el 7 de febrero de 2022.
| 25 de mayo    | Jeonbuk Hyundai Motors | 1 – 0   | Ulsan Citizen | Estadio Mundialista, Jeonju                           |                                                       |
| 19:00 (UTC+9) | Gustavo 15'            | Reporte |               | Asistencia: 1497 espectadores Árbitro(s): Choi Il-woo | Asistencia: 1497 espectadores Árbitro(s): Choi Il-woo |

| 25 de mayo    | Suwon Samsung Bluewings            | 2 – 0   | Gangwon | Estadio Mundialista, Suwon                             |                                                        |
| 19:00 (UTC+9) | - Kang Hyun-muk 31' - Grønning 40' | Reporte |         | Asistencia: 983 espectadores Árbitro(s): Song Min-seok | Asistencia: 983 espectadores Árbitro(s): Song Min-seok |

| 25 de mayo    | Daejeon Korail                                                               | 3 – 3 (t. s.)(4 – 5 p.)    | Daegu F. C.                                              | Estadio Mundialista, Daejeon                           |                                                        |
| 19:00 (UTC+9) | - Cheon Ji-hyeon 38' - Ahn Sang-min 60' (pen.) - Song Soo-young 90+4'        | Reporte                    | - Kim Jin-hyuk 51' - Zeca 69' - Jeong Tae-wook 74'       | Asistencia: 512 espectadores Árbitro(s): Choi Hyun-jae | Asistencia: 512 espectadores Árbitro(s): Choi Hyun-jae |
|               |                                                                              | Tiros desde el punto penal |                                                          |                                                        |                                                        |
|               | - Park Yo-han - Kim Seon-woo - Bang Chan-jun - Ahn Sang-min - Song Soo-young |                            | - Hong Chul - Bruno Lamas - Zeca - Lee Keun-ho - Césinha |                                                        |                                                        |

| 25 de mayo    | Pohang Steelers          | 2 – 1   | Seongnam         | Estadio Steel Yard, Pohang                             |                                                        |
| 19:00 (UTC+9) | Heo Yong-joon 68', 90+3' | Reporte | Kang Jae-woo 57' | Asistencia: 1537 espectadores Árbitro(s): Kim Young-su | Asistencia: 1537 espectadores Árbitro(s): Kim Young-su |

| 25 de mayo    | Gyeongnam | 0 – 2   | Ulsan Hyundai            | Changwon Football Center, Changwon                      |                                                         |
| 19:00 (UTC+9) |           | Reporte | - Amano 39' - Koszta 49' | Asistencia: 1349 espectadores Árbitro(s): Shin Yong-jun | Asistencia: 1349 espectadores Árbitro(s): Shin Yong-jun |

| 25 de mayo    | Bucheon FC 1995                 | 2 – 1   | Gwangju            | Estadio Bucheon, Bucheon                              |                                                       |
| 19:00 (UTC+9) | - Nnamani 23' - Ahn Jae-jun 81' | Reporte | Lee Hee-gyun 90+1' | Asistencia: 525 espectadores Árbitro(s): Kim Dae-jong | Asistencia: 525 espectadores Árbitro(s): Kim Dae-jong |

| 25 de mayo    | Jeonnam Dragons                                                                               | 2 – 2 (t. s.)(4 – 5 p.)    | Busan Transportation Corporation                                                              | Estadio de Fútbol de Gwangyang, Gwangyang              |                                                        |
| 19:00 (UTC+9) | - In Seok-hwan 15' (a.g.) - Jung Woo-bin 36'                                                  | Reporte                    | - Park Tae-hong 18' - Lee Min-woo 90+4' (pen.)                                                | Asistencia: 444 espectadores Árbitro(s): Seol Tae-hwan | Asistencia: 444 espectadores Árbitro(s): Seol Tae-hwan |
|               |                                                                                               | Tiros desde el punto penal |                                                                                               |                                                        |                                                        |
|               | - Jeon Seung-min - Park In-hyeok - Choi Ho-jung - Park Hee-seong - Ko Tae-won - Kim Tae-hyeon |                            | - Shin Young-jun - Jeong Hyeon-sik - Ahn Jae-hun - Lee Je-seung - Lee Min-woo - Park Tae-hong |                                                        |                                                        |

| 25 de mayo    | F. C. Seoul                               | 3 – 1   | Jeju United       | Estadio Mundialista, Seúl                             |                                                       |
| 19:00 (UTC+9) | - Paločević 55', 78' - Cho Young-wook 56' | Reporte | - Joo Min-kyu 24' | Asistencia: 555 espectadores Árbitro(s): Ko Hyung-jin | Asistencia: 555 espectadores Árbitro(s): Ko Hyung-jin |

## Fase final

### Cuadro de desarrollo
|  | Cuartos de final                 | Cuartos de final                 | Cuartos de final               |                                |               | Semifinales   | Semifinales  | Semifinales  |  |       | Final                                      | Final                                      | Final                                      | Final                                      | Final                                      |  |
|  | 29 de junio                      | 29 de junio                      | 29 de junio                    |                                |               | 5 de octubre  | 5 de octubre | 5 de octubre |  |       | 27 de octubre (ida) 30 de octubre (vuelta) | 27 de octubre (ida) 30 de octubre (vuelta) | 27 de octubre (ida) 30 de octubre (vuelta) | 27 de octubre (ida) 30 de octubre (vuelta) | 27 de octubre (ida) 30 de octubre (vuelta) |  |
|  |                                  |                                  |                                |                                |               |               |              |              |  |       |                                            |                                            |                                            |                                            |                                            |  |
|  |                                  |                                  |                                |                                |               |               |              |              |  |       |                                            |                                            |                                            |                                            |                                            |  |
|  | Daegu                            | Daegu                            | 3                              |                                |               |               |              |              |  |       |                                            |                                            |                                            |                                            |                                            |  |
|  | Daegu                            | Daegu                            | 3                              |                                |               |               |              |              |  |       |                                            |                                            |                                            |                                            |                                            |  |
|  | Pohang Steelers                  | Pohang Steelers                  | 2                              |                                |               |               |              |              |  |       |                                            |                                            |                                            |                                            |                                            |  |
|  | Pohang Steelers                  | Pohang Steelers                  | 2                              |                                | Daegu         | Daegu         | 0            |              |  |       |                                            |                                            |                                            |                                            |                                            |  |
|  |                                  |                                  |                                |                                | Daegu         | Daegu         | 0            |              |  |       |                                            |                                            |                                            |                                            |                                            |  |
|  |                                  |                                  | Seoul (t. s.)                  | Seoul (t. s.)                  | 1             |               |              |              |  |       |                                            |                                            |                                            |                                            |                                            |  |
|  | Busan Transportation Corporation | Busan Transportation Corporation | Seoul (t. s.)                  | Seoul (t. s.)                  | 1             | 0             |              |              |  |       |                                            |                                            |                                            |                                            |                                            |  |
|  | Busan Transportation Corporation | Busan Transportation Corporation |                                |                                |               |               |              |              |  |       |                                            |                                            |                                            |                                            |                                            |  |
|  | Seoul                            | Seoul                            | 3                              |                                |               |               |              |              |  |       |                                            |                                            |                                            |                                            |                                            |  |
|  | Seoul                            | Seoul                            | 3                              |                                |               |               |              |              |  | Seoul | Seoul                                      | 2                                          | 1                                          | 3                                          |                                            |  |
|  |                                  |                                  |                                |                                |               |               |              |              |  | Seoul | Seoul                                      | 2                                          | 1                                          | 3                                          |                                            |  |
|  |                                  |                                  | Jeonbuk Hyundai Motors         | Jeonbuk Hyundai Motors         | 2             | 3             | 5            |              |  |       |                                            |                                            |                                            |                                            |                                            |  |
|  | Ulsan Hyundai                    | Ulsan Hyundai                    | Jeonbuk Hyundai Motors         | Jeonbuk Hyundai Motors         | 2             | 3             | 5            | 1 (6)        |  |       |                                            |                                            |                                            |                                            |                                            |  |
|  | Ulsan Hyundai                    | Ulsan Hyundai                    |                                |                                |               |               |              | 1 (6)        |  |       |                                            |                                            |                                            |                                            |                                            |  |
|  | Bucheon                          | Bucheon                          | 1 (5)                          |                                |               |               |              |              |  |       |                                            |                                            |                                            |                                            |                                            |  |
|  | Bucheon                          | Bucheon                          | 1 (5)                          |                                | Ulsan Hyundai | Ulsan Hyundai | 1            |              |  |       |                                            |                                            |                                            |                                            |                                            |  |
|  |                                  |                                  |                                |                                | Ulsan Hyundai | Ulsan Hyundai | 1            |              |  |       |                                            |                                            |                                            |                                            |                                            |  |
|  |                                  |                                  | Jeonbuk Hyundai Motors (t. s.) | Jeonbuk Hyundai Motors (t. s.) | 2             |               |              |              |  |       |                                            |                                            |                                            |                                            |                                            |  |
|  | Jeonbuk Hyundai Motors           | Jeonbuk Hyundai Motors           | Jeonbuk Hyundai Motors (t. s.) | Jeonbuk Hyundai Motors (t. s.) | 2             | 3             |              |              |  |       |                                            |                                            |                                            |                                            |                                            |  |
|  | Jeonbuk Hyundai Motors           | Jeonbuk Hyundai Motors           |                                |                                |               |               |              |              |  |       |                                            |                                            |                                            |                                            |                                            |  |
|  | Suwon Samsung Bluewings          | Suwon Samsung Bluewings          | 0                              |                                |               |               |              |              |  |       |                                            |                                            |                                            |                                            |                                            |  |
|  | Suwon Samsung Bluewings          | Suwon Samsung Bluewings          | 0                              |                                |               |               |              |              |  |       |                                            |                                            |                                            |                                            |                                            |  |
|  |                                  |                                  |                                |                                |               |               |              |              |  |       |                                            |                                            |                                            |                                            |                                            |  |

### Cuartos de final
El sorteo se realizó el 7 de febrero de 2022.
- Los horarios corresponden al huso horario de Corea del Sur (UTC+9).

| 29 de junio | Jeonbuk Hyundai Motors                                | 3 – 0   | Suwon Samsung Bluewings | Estadio Mundialista, Jeonju                              |                                                          |
| 19:00       | - Gustavo 40' - Kim Jin-gyu 45+1' - Han Kyo-won 90+4' | Reporte |                         | Asistencia: 2286 espectadores Árbitro(s): Jeong Dong-sik | Asistencia: 2286 espectadores Árbitro(s): Jeong Dong-sik |

| 29 de junio | Daegu                                               | 3 – 2   | Pohang Steelers        | DGB Daegu Bank Park, Daegu                               |                                                          |
| 19:00       | - Hong Jeong-woon 21' - Zeca 30' - Go Jae-hyeon 44' | Reporte | Heo Yong-joon 12', 68' | Asistencia: 3762 espectadores Árbitro(s): Kim Jong-hyeok | Asistencia: 3762 espectadores Árbitro(s): Kim Jong-hyeok |

| 29 de junio | Ulsan Hyundai                                                                         | 1 – 1 (t. s.)(6 – 5 p.)    | Bucheon                                                                                        | Estadio de Fútbol Ulsan Munsu, Ulsan                   |                                                        |
| 19:00       | Lee Yong-hyeok 48' (a.g.)                                                             | Reporte                    | Lee Eui-hyeong 33'                                                                             | Asistencia: 1250 espectadores Árbitro(s): Kim Yong-woo | Asistencia: 1250 espectadores Árbitro(s): Kim Yong-woo |
|             |                                                                                       | Tiros desde el punto penal |                                                                                                |                                                        |                                                        |
|             | - Léo Souza - Qazaishvili - Kim Kee-hee - Lee Chung-yong - Won Du-jae - Kim Seong-jun |                            | - Choi Jae-young - Park Chang-jun - Ahn Jae-jun - Yun Ji-hyeok - Lee Pung-yeon - Guk Tae-jeong |                                                        |                                                        |

| 29 de junio | Busan Transportation Corporation | 0 – 3   | Seoul                                                  | Estadio Asiad, Busan                                   |                                                        |
| 19:00       |                                  | Reporte | - Paločević 30' - Park Dong-jin 46' - Kim Shin-jin 85' | Asistencia: 461 espectadores Árbitro(s): Song Min-seok | Asistencia: 461 espectadores Árbitro(s): Song Min-seok |

### Semifinales
El sorteo se realizó el 18 de julio de 2022.
- Los horarios corresponden al huso horario de Corea del Sur (UTC+9).

| 5 de octubre | Ulsan Hyundai  | 1 – 2 (t. s.) | Jeonbuk Hyundai Motors           | Estadio de Fútbol Ulsan Munsu, Ulsan                      |                                                           |
| 19:00        | Won Du-jae 13' | Reporte       | - Barrow 40' - Cho Gue-sung 109' | Asistencia: 5818 espectadores Árbitro(s): Shim Byeong-jin | Asistencia: 5818 espectadores Árbitro(s): Shim Byeong-jin |

| 5 de octubre | Daegu | 0 – 1 (t. s.) | Seoul             | DGB Daegu Bank Park, Daegu                             |                                                        |
| 19:00        |       | Reporte       | Na Sang-ho 120+1' | Asistencia: 5433 espectadores Árbitro(s): Ko Hyung-jin | Asistencia: 5433 espectadores Árbitro(s): Ko Hyung-jin |

### Final
El sorteo se realizó el 18 de julio de 2022.
- Los horarios corresponden al huso horario de Corea del Sur (UTC+9).

| Ida; 27 de octubre | Seoul                                   | 2 – 2   | Jeonbuk Hyundai Motors                   | Estadio Mundialista, Seúl                                  |                                                            |
| 19:00              | - Ki Sung-yueng 3' - Cho Young-wook 38' | Reporte | - Barrow 43' - Cho Gue-sung 45+2' (pen.) | Asistencia: 14 705 espectadores Árbitro(s): Jeong Dong-sik | Asistencia: 14 705 espectadores Árbitro(s): Jeong Dong-sik |

| Vuelta; 30 de octubre | Jeonbuk Hyundai Motors                 | 3 – 1 (Global 5 – 3) | Seoul             | Estadio Mundialista, Jeonju                               |                                                           |
| 14:00                 | - Barrow 11' - Cho Gue-sung 45+1', 90' | Reporte              | Park Dong-jin 69' | Asistencia: 17 427 espectadores Árbitro(s): Shin Yong-jun | Asistencia: 17 427 espectadores Árbitro(s): Shin Yong-jun |

|                                           |
| Bandera de Corea del Sur                  |
| Campeón Jeonbuk Hyundai Motors 5.º título |